# Heterocucumis
Genre
Heterocucumis est un genre d'holothuries (concombres de mer) de la famille des Cucumariidae.

## Liste des espèces
Selon World Register of Marine Species (12 mars 2015) :
- Heterocucumis denticulata (Ekman, 1927) ;
- Heterocucumis godeffroyi (Semper, 1867) ;
- Heterocucumis steineni (Ludwig, 1898).